# 希拉多塔
希拉多塔（西班牙語：Girardota）是哥倫比亞的城鎮，位於該國西北部，由安蒂奧基亞省負責管轄，距離首府麥德林26公里，始建於1620年，面積78平方公里，海拔高度1,425米，2005年人口42,744。
6°22′35.01″N 75°26′50.23″W / 6.3763917°N 75.4472861°W